# Clint (Teksas)
Clint je gradić u američkoj saveznoj državi Teksas. Prema popisu stanovništva iz 2010. u njemu je živjelo 926 stanovnika.